# René Konen
René "Boy" Konen (Binsfeld, 23 d'abril de 1921 - Ciutat de Luxemburg, 14 de novembre de 1994) fou un polític luxemburguès i ministre del govern.
Va formar part del gabinet Werner-Thorn-Flesch on va ocupar el càrrec de ministre d'Obres Públiques entre 1979 i 1984. Abans d'això, havia estat president del Partit Democràtic, al qual pertanyia, i regidor de l'ajuntament de la ciutat de Luxemburg. Va ser membre de la Cambra de Diputats entre 1974 i 1979 i novament, darrere el seu pas ministerial, a partir de 1984 fins a 1993.
Va donar el seu nom al túnel René Konen a la ciutat de Luxemburg, la construcció del qual va començar quan Konen era Ministre d'Obres Públiques. El seu nom també el porten l'Estadi Boy Konen, una instal·lació esportiva de la Ciutat de Luxemburg.